# تیم ملی بسکتبال گینه استوایی
تیم ملی بسکتبال گینه استوایی، نماینده گینه استوایی در مسابقات بین المللی بسکتبال است . تیم گینه استوایی هنوز نتوانسته است به جام جهانی و قهرمانی آفریقا راه یابد.